# دزد و پلیس
دزد و پلیس یک مجموعه طنز-اجتماعی محصول ۱۳۹۱ شبکه سه به کارگردانی سعید آقاخانی، تهیه‌کنندگی تلویزیونی محسن چگینی و نویسندگی پیمان و مهراب قاسم‌خانی می‌باشند.

## داستان
ناصر کاظمی (بهنام تشکر)، فردی خشن و خلافکاری معروف و سابقه‌دار است که در اثر یک ضربه ناشی از وقوع یک تصادف به سر او حافظه خود را از دست می‌دهد. ناصر پس از وقوع این تصادف شخصیت دیگری پیدا کرده و وقتی که می‌بیند همه از او می‌ترسند سعی می‌کند که اشتباهات خودش را جبران کند، اما کم کم دوست او داوود (هومن برق نورد) به او توضیح می‌دهد که آن‌ها برای یک باند قاچاق مواد مخدر که رئیس آن، مهندس (حمید لولایی) فردی بسیار بی رحم است کار می‌کردند و…

## بازیگران
| بازیگر           | نقش                  | توضیحات                           |
| ---------------- | -------------------- | --------------------------------- |
| بهنام تشکر       | ناصر کاظمی / امیر    | پلیس نفوذی به باند موادمخدر       |
| هومن برق‌نورد     | داوود                | اعضا باند                         |
| شقایق دهقان      | فریبا                | خواهر داوود                       |
| مرجانه گلچین     | ستاره                | خواهر امیر                        |
| حمید لولایی      | مهندس                | رئیس باند قاچاقچیان               |
| عزت‌الله مهرآوران | بابا اسی             | پدر داوود و فریبا                 |
| بیژن بنفشه‌خواه   | ایرج                 | پلیس مبارزه با مواد مخدر          |
| امید روحانی      | دکتر قلابی           | رئیس باند قاچاقچیان               |
| اصغر حیدری       | کریم ابرو خفن        | دستیار مهندس                      |
| رضا کریمی        | صفا                  | پلیس، همکار امیر فرازمند          |
| محمد علی تقوی    | سرهنگ                | رئیس امیر و صفا و ایرج            |
| مجید مشیری       | سرهنگ پلیس           |                                   |
| کمند امیرسلیمانی | دکتر                 | دکتر اصلی، رئیس کل باند قاچاقچیان |
| سیروس میمنت      | امیرپور              | بدهکار مظفری                      |
| خشایار راد       | فریدون صابری         | فروشنده لوازم صوتی                |
| مهران رجبی       | مالمیر               | مسئول پلمپ                        |
| داریوش سلیمی     | مظفری                | طلبکار امیرپور                    |
| بیوک میرزایی     | فرخ                  | پدر امیر                          |
| مهوش وقاری       | مادر امیر            | مادر امیر و ستاره، همسر فرخ       |
| حسین زمانی       | دکتر محل             | دکتر فراموشی ناصر                 |
| کامران فیوضات    | پروفسور              |                                   |
| شهین تسلیمی      | همسر فریدون صابری    |                                   |
| سوسن پرور        | عروس باغ داریوش      | همسر داماد                        |
| فرزاد حاتمیان    | داماد باغ داریوش     | همسر عروس                         |
| پروین میکده      | مادر زن فریدون صابری |                                   |
| نگار پیل آرام    | همسر مظفری           |                                   |

## افتخارات

### چهاردهمین دوره جشن حافظ
| قسمت                             | نامزد        | نتیجه    |
| -------------------------------- | ------------ | -------- |
| بهترین بازیگر مرد کمدی تلویزیونی | هومن برق‌نورد | نامزدشده |
| بهترین بازیگر زن کمدی تلویزیونی  | شقایق دهقان  | نامزدشده |